# Бейер, Брэд
Брэд Бейер — американский актёр, снимавшийся в таких фильмах как «Генеральская дочь» и «Парни из женской общаги». Также известен ролью Стэнли Ричмонда в сериале «Иерихон».

## Биография
Родился 20 сентября 1973 года в городе Уокешо, штат Висконсин. Учился в католической Catholic Memorial High School. После окончания школы был принят в Миннесотский университет, из которого, по совету одного из профессоров, переехал в Нью-Йорк, для обучения актёрскому мастерству.

## Фильмография
| Год       | Название                          | Роль                      | Примечание |
| --------- | --------------------------------- | ------------------------- | ---------- |
| 1997      | Полицейские                       |                           |            |
| 1999      | Трюк                              |                           |            |
| 1999      | Генеральская дочь                 |                           |            |
| 1996      | Закон и порядок                   | Джек Минивер              |            |
| 2000      | Секс в большом городе             | Артур                     |            |
| 2001-2002 | Третья смена                      | Сержант Джейсон Кристофер |            |
| 2002      | Парни из женской общаги           | Спенсер                   |            |
| 2004      | C.S.I.: Место преступления Майами | Дуг Соуйер                |            |
| 2006      | Пентагон: Сектор Е                |                           |            |
| 2006-2008 | Иерихон                           | Стэнли Ричмонд            |            |
| 2008      | Без следа                         | Кевин Уивер               |            |
| 2008      | Мыслить как преступник            | Стив Берри                |            |
| 2009      | Обмани меня                       | Ст. лейтенант Том Клейтон |            |
| 2011      | Благочестивые стервы              | Зак Пив                   |            |
| 2017      | Спасибо за вашу службу            | Дейер                     |            |